# Vicenta
Pour plus de détails, voir Fiche technique et Distribution.
Vicenta est un film français réalisé par Musidora en 1919. Ce film muet est un drame qui met en scène une jeune femme basque séduite par un prince volage. Seul un fragment du film a été retrouvé.

## Synopsis
Le prince Romano charme Vicenta (Musidora), une jeune serveuse travaillant dans une modeste auberge du Pays basque. Envoûtée par ses promesses, elle s’abandonne à l’illusion d’un avenir radieux à ses côtés et croit en un mariage avec ce noble séducteur. Elle s’enfuit pour le rejoindre à Paris. Cependant, ses espoirs s’effondrent rapidement : le prince a d’autres ambitions, notamment une union plus avantageuse. Pendant ce temps, les habitants de son village, indignés par sa disparition, décident de partir à sa recherche.

## Fiche technique
- Titre : Vicenta
- Réalisation : Musidora
- Scénario : Musidora
- Société de production : Films Musidora
- Producteur : Musidora
- Photographie : Welle
- Montage : Musidora
- Pays de production :  France
- Durée : 19 minutes
- Genre : Drame
- Format : Noir et blanc, muet
- Date de sortie : 14 mai 1920[1]

## Distribution
- Musidora : Vicenta
- Jean Guitry
- Guiraud-Rivière
- Lancien
- De Goncin

## Historique et restauration
Le film était longtemps considéré comme perdu. Cependant, en 2017, la Cinémathèque française a restauré un fragment (la bobine 2 sur 5) à partir d’une copie nitrate teintée issue de ses collections. La restauration a été effectuée au laboratoire Hiventy.
Le film est visible sur la plateforme Henri de la Cinémathèque française.